# I Like to Score
I Like to Score – kompilacyjna płyta Moby’ego z 1997 roku, zawierająca muzykę electronica pochodzącą z różnych filmów.

## Lista utworów
| nr | utwór                                    | długość | z filmu                |
| -- | ---------------------------------------- | ------- | ---------------------- |
| 1  | „Novio"                                  | 2:38    | Dwie kule              |
| 2  | „James Bond Theme"                       | 3:23    | Jutro nie umiera nigdy |
| 3  | „Go"                                     | 3:59    | Twin Peaks             |
| 4  | „Ah-Ah"                                  | 2:24    | Wspaniały świat        |
| 5  | „I Like to Score"                        | 2:21    | Dwie kule              |
| 6  | „Oil 1"                                  | 4:58    | Święty                 |
| 7  | „New Dawn Fades"                         | 5:34    | Gorączka               |
| 8  | „God Moving Over the Face of the Waters" | 5:44    | Gorączka               |
| 9  | „First Cool Hive"                        | 5:41    | Krzyk                  |
| 10 | „Nash"                                   | 1:22    | Dwie kule              |
| 11 | „Love Theme"                             | 4:36    | Karaluchy pod poduchy  |
| 12 | „Grace"                                  | 5:24    | Space water onion      |